# Abadía de San Agustín
La abadía de San Agustín fue fundada por San Agustín de Canterbury alrededor del 598 en Canterbury, Inglaterra para celebrar el éxito la evangelización del sur de Inglaterra. Los reyes de Kent y los arzobispos de Canterbury están enterrados allí. A partir de la conquista normanda del siglo XI, se convirtió en una abadía benedictina hasta 1538, cuando fue suprimida por el rey Enrique VIII como todos los otros monasterios del país. Después de la disolución, parte del sitio fue convertido en palacio real y utilizado como morada real en los viajes entre Londres y los puertos del sudeste del país.
Es uno de los más antiguos monasterios del país.
El lugar, ahora en ruinas, está inscrito en la lista del Patrimonio de la Humanidad de la Unesco desde 1988.

## La abadía
La abadía original estaba compuesta por cuatro iglesias o capillas separadas, construidas sobre una línea que va de este a oeste. La iglesia principal está dedicada a San Pedro y San Pablo, la capilla de Santa María está más hacia el este y la de San Pancracio, separada de las otras, está más lejos en el límite este del sitio. También hubo una pequeña capilla, cercana a la iglesia principal.